# هانز هنريك بالم
هانز هنريك بالم (بالدنماركية: Hans Henrik Palm)‏ مواليد 19 يوليو 1956 في الدنمارك، هو ملاكم محترف دانمركي سابق صنّف ضمن فئة وزن الوسط. سبق أن شارك في دورة الألعاب الأولمبية الصيفية سنة 1976.

## إحصائيات
خاض خلال مسيرته 42 نزالا، فاز في 39 ولم يتعادل وخسر في 3. فاز بالضربة القاضية في 18 نزالا.

## روابط خارجية
- هانز هنريك بالم على موقع بوكس ريك (الإنجليزية) (registration required)
- هانز هنريك بالم على موقع أوليمبيديا (الإنجليزية)